# Steckborn
Steckborn (gsw. Stäckbore) – miasto i gmina (Politische Gemeinde) w północno-wschodniej Szwajcarii, w kantonie Turgowia, w okręgu (Bezirk) Frauenfeld. Leży nad jeziorem Untersee. 

## Demografia
W Steckbornie mieszkają 3 924 osoby. W 2021 roku 27,3% populacji gminy stanowiły osoby urodzone poza Szwajcarią. 

## Zabytki
- Turmhof - budynek w formie wieży zbudowany ok. 1320 roku[2]

## Transport
Przez teren gminy przebiega droga główna nr 13.

## Źródła
- Wolfgang Kootz: Lake Constance. Ubstadt-Weiher: Kraichgau Verlag GmbH, 2008. ISBN 3-929228-67-X. (ang.).